# Necalphus decoratus
Necalphus decoratus là một loài bọ cánh cứng trong họ Cerambycidae.